# August Alle

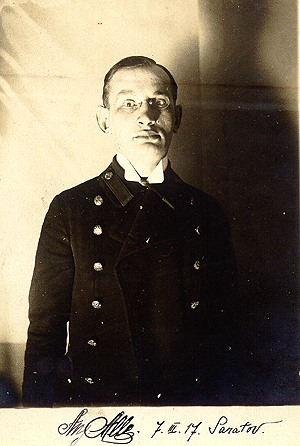
Agust Alle, 1917.

August Alle (ur. 31 sierpnia 1890 w Viljandi, zm. 8 sierpnia 1952 w Tallinnie) – estoński poeta. 

## Życiorys
Wywodził się z biednej rodziny – jego ojciec był z zawodu kamieniarzem – jednak mimo to udało mu się zdobyć wykształcenie. Studiował medycynę (Uniwersytet w Saratowie, 1915–1918) i prawo, którego ukończenie zajęło mu aż 15 lat (Uniwersytet w Tartu, 1922–1937). Do 1920 związany był, choć luźno, z grupą literacką Siuru.
Kiedy w 1940 roku ZSRR anektował Estonię, Alle (który miał zdecydowane poglądy lewicowe) wsparł nową władzę – wstąpił do Estońskiego WKP(b) i wspierał aktywnie walkę z literaturą uznaną za nieprawomyślną (w tym m.in. z twórczością Marie Under). Od 1946 roku kierował redakcją czasopisma Looming. 

## Twórczość
Alle tworzył głównie poezję, publikując m.in. tomy Ku wyspom samotności (org. Üksinduse saartele, 1918), Carmina Barbata (1921) i Surowe rymy (org. Karmid rütmid, 1934). Tworzył także teksty publicystyczne i parodystyczne. W swojej twórczości, często posługując się satyrą i humoreską, krytykował estońską burżuazję i ugodowość.